# Irán en los Juegos Olímpicos de Tokio 2020
Irán estuvo representado en los Juegos Olímpicos de Tokio 2020 por un total de 65 deportistas, 55 hombres y 10 mujeres, que compitieron en 17 deportes.
Los portadores de la bandera en la ceremonia de apertura fueron el jugador de baloncesto Samad Nikjah Bahrami y la tiradora Hanieh Rostamian.

## Medallistas
El equipo olímpico iraní obtuvo las siguientes medallas:
| Nombre              | Deporte            | Competición            |
| ------------------- | ------------------ | ---------------------- |
| Oro                 |                    |                        |
| Sayad Ganyzadeh     | Karate             | +75 kg M               |
| Mohamadreza Gueraei | Lucha grecorromana | 67 kg M                |
| Yavad Forougui      | Tiro               | Pistola de aire 10 m M |
| Plata               |                    |                        |
| Ali Davoudi         | Halterofilia       | Ali Davoudi M          |
| Hasan Yazdani       | Lucha libre        | 86 kg M                |
| Bronce              |                    |                        |
| Mohammadhadi Saravi | Lucha grecorromana | 97 kg M                |
| Amir Hosein Zare    | Lucha libre        | 125 kg M               |